# Cometa extint

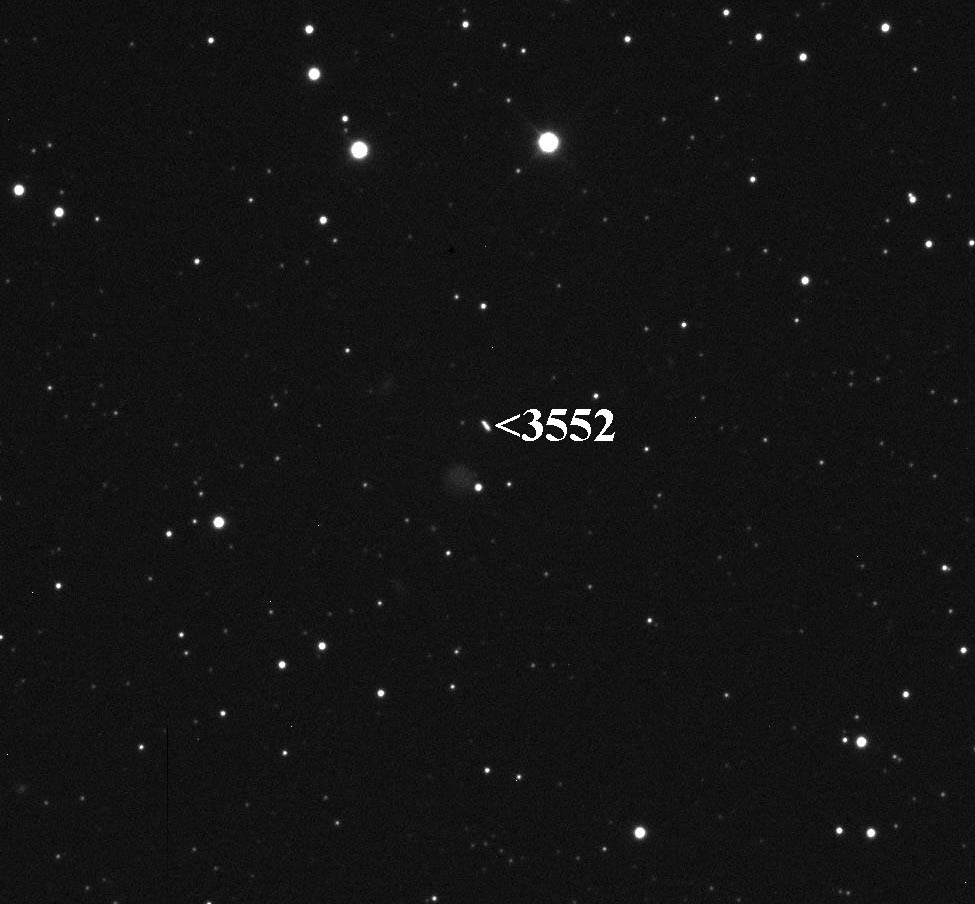
Don Quixote (magnitud aparent 15) a prop del periheli el 2009.

Els cometes extints són cometes que han expulsat la major part del seu de gel volàtil i han deixat de mica en mica per formar una cua o coma. El material volàtil contingut en el nucli del cometa s'evapora, i tot el que queda és la roca inerta o enderrocs que poden semblar a un asteroide. Els cometes poden passar per una fase de transició a mesura que s'acosten a l'extinció. Un cometa pot ser inactiu en lloc d'extint, si el seu component volàtil se segella per sota d'una capa de la superfície inactiva.

## Naturalesa dels cometes extints

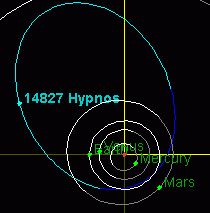
L'excèntrica (e=0.66) òrbita del cometa Hypnos.

Són cometes extints aquells que han expulsat la major part del seu de gel volàtil i de mica en mica han deixat de formar una cua o coma. Amb el temps, la major part del material volàtil contingut en el nucli d'un cometa s'evapora, i el cometa es converteix en una petita massa inerta, fosca, de roca o runes that can resemble an asteroid.
Uns altres tipus relacionats de cometes s'inclouen ‘’cometes de transició’’, que estan a prop de l'extinció, com els que es va buscar en el Hubble search for transition comets (recerca de Hubble dels cometes de transició).
Els cometes, com el C/2001 OG108 (LONEOS) poden representar la transició entre la família típica Halley o cometes de llarg període i cometes extints.
Els asteroides damocloides han estat estudiats com a possibles candidats de cometes extints atès a la similitud dels seus paràmetres orbitals amb els dels cometes de la família Halley.
Els cometes latents són aquells en els quals els compostos volàtils poden ser segellats, però que tenen superfícies inactives. Per exemple, 14827 Hypnos pot ser el nucli d'un cometa extint que està cobert per una escorça de diversos centímetres de gruix que impedeix qualsevol volàtils restants de desgasificació.
El terme Cometa inactiu també s'utilitza per descriure els cometes que poden convertir-se en actius però no s'activa l'alliberament de gasos. Per exemple, 60558 Echeclus ha mostrat una coma cometària i ara també té 174P/Echeclus la designació cometària. Després de passar pel periheli a principis de 2008, centaure 52872 Okyrhoe es va il·luminar perceptiblement.

## La distinció entre cometes i asteroides
Quan van ser descoberts, els asteroides eren considerats com una classe d'objectes diferents dels cometes, i no hi havia terme unificat per als dos fins al Cos menor del sistema solar que va ser encunyat per la UAI el 2006. La principal diferència entre un asteroide i un cometa és que un cometa mostra un estat de coma a causa de la sublimació prop de la superfície gels per la radiació solar. Pocs objectes han acabat sent de doble cotització, ja que es van classificar per primera vegada com a planetes menors, però més tard van mostrar evidència d'activitat cometària. Per contra, alguns (potser tots) els cometes són eventualment exhaurits dels seus gels volàtils de la superfície i es converteixen en asteroides. Una altra distinció és que els cometes solen tenir òrbites més excèntriques que la majoria dels asteroides, la majoria dels "asteroides" amb òrbites notablement excèntriques són probablement cometes inactius o extints. Així mateix, es teoritza que els objectes comuns entre els cossos celestes que orbiten prop del Sol.
Aproximadament el sis per cent dels asteroides propers a la Terra es creu que són els nuclis dels cometes extints que ja no experimenten la desgasificació.

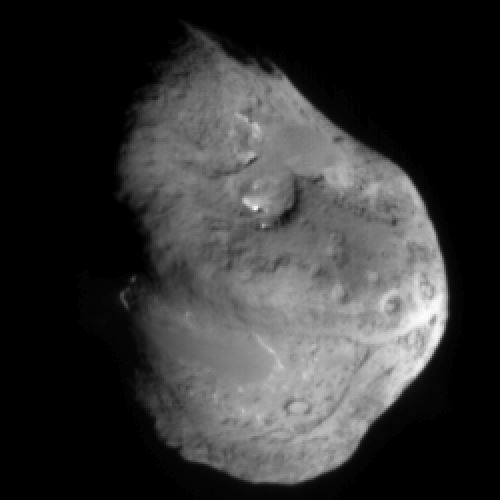
Nucli d'un cometa de 9P/Tempel de com van ser fotografiades per la NASA per la sonda espacial Deep Impact

## Cometes extints
S'inclouen els cometes extints sospitosos o teoritzats:
- 2101 Adonis
- 3200 Phaethon[9][10]
- 3552 Don Quixote[9]
- (137924) 2000 BD19
- P/2007 R5 (SOHO 1)[7]
- 14827 Hypnos[5]
- Cometa Shoemaker-Levy 9